# Strajna
Strajna – wieś w Słowenii, w gminie Podlehnik. W 2018 roku liczyła 86 mieszkańców.